# دانشگاه سجونگ
دانشگاه سجونگ (کره‌ای: 세종대학교; هانجا: 世宗大學校; لاتین‌نویسی اصلاح‌شده: 세종대학교; انگلیسی: Sejong University; SJU) یک دانشگاه خصوصی واقع شده در سئول، کره جنوبی است و به دلیل جایگاهش در مدیریت گردشگری و مهمان نوازی، رقص، انیمیشن و ژیمناستیک ریتمیک شناخته می‌شود. این دانشگاه که در ابتدا با نام مؤسسه علوم انسانی کیونگ سانگ تأسیس شد، در سال ۱۹۷۸ به افتخار سجونگ کبیر، چهارمین پادشاه چوسان و ناظر خلق الفبای کره‌ای هانگول، به نام فعلی خود تغییر کرد.